# Anna Ballbona i Puig
Anna Ballbona i Puig (Montmeló, 1980) és una periodista i poeta catalana. Treballa al diari El Punt Avui i col·labora habitualment en mitjans com EL 9 NOU del Vallès Oriental i L'Esportiu, on manté una columna setmanal, i les revistes El Temps i Vallesos, entre d'altres. Com a periodista, ha treballat principalment els àmbits de Societat, Barcelona i Cultura. Va estudiar Periodisme i Teoria de la Literatura i Literatura Comparada. El 2008 va rebre el Premi Amadeu Oller amb el seu primer poemari, La mare que et renyava era un robot. El 2012 va publicar amb Labreu Edicions el poemari Conill de gàbia, on, a través d'un dietari poètic, proposa la recerca personal i formal d'una certa veritat. Ha participat en nombrosos recitals, com ara l'espectacle poètic Veus Paral·leles, que impulsa la Institució de les Lletres Catalanes. Manté el blog radiacions.blogspot.com.
L'any 2020 va rebre una de les Beques per a la creació literària de la Institució de les Lletres Catalanes pel projecte Cases d'ultratomba.

## Obres publicades
- 2008 — La mare que et renyava era un robot (Galerada, 2008)[8]
- 2008 — Quàntiques! : 10 poetes joves en diferencial femení (Universitat Autònoma de Barcelona, 2008) [obra col·lectiva][9]
- 2012 — Conill de gàbia (Labreu Edicions)[5][10]
- 2016 — Joyce i les gallines, finalista del Premi Llibres Anagrama de Novel·la 2016[11]
- 2020 — No soc aquí

## Premis i reconeixements
- 2005 — Premi de Periodisme Amador Garrell i Alsina (2005), atorgat per Òmnium Cultural del Vallès Oriental pel reportatge d'investigació Vallesans a l'infern de Mauthausen, publicat a EL 9 NOU del Vallès Oriental. Aquest reportatge va ser finalista del Premi Tasis-Torrent de la Diputació de Barcelona.
- 2007 — Premi Crida als Escriptors Joves de Serra d'Or (2007), per l'article Sindreu: l'avantguarda esberlada, que es va publicar en el número d'octubre del 2008 de la revista.
- 2008 — Premi Amadeu Oller
- 2009 — Premi Salvador Reynaldos de Periodisme (per l'article La ironia que ens manca, sobre escriptors i periodistes dels anys 20 i 30).
- 2020 — Premi Anagrama de novel·la en català amb No soc aquí.[12]